# Vista (Californie)
Pour les articles homonymes, voir Vista.
Vista est une municipalité du comté de San Diego, en Californie, aux États-Unis. Sa population était de 89 857 habitants au recensement de 2000 et de 93 834 à celui de 2010.

## Géographie
Selon le Bureau du recensement des États-Unis la ville a une superficie de 48,4 km².

## Démographie
| 1950  | 1960   | 1970   | 1980   | 1990   | 2000   |
| ----- | ------ | ------ | ------ | ------ | ------ |
| 1 705 | 14 795 | 24 688 | 35 834 | 71 872 | 89 857 |

| 2010   | - | - | - | - | - |
| ------ | - | - | - | - | - |
| 93 834 | - | - | - | - | - |

## Personnalités
- Robert Truax, ingénieur, décédé en 2010.